# Келих-наутилус у вигляді курки
«Ке́лих-наути́лус у ви́гляді ку́рки» (нім. Trinkgefäß in Gestalt einer Henne) — посудина роботи майстерні німецького ювеліра Венцеля Ямнітцера (1508—1585). Створена у 3-й чверті XVI століття у Нюрнберзі. Зберігається у Кунсткамері у Музеї історії мистецтв, Відень (інвент. номер КК 1060).
Мушля наутилуса входить до числа екзотичних матеріалів, які у XVI столітті потрапили до Європи через море і знайшли застосування у ювелірному мистецтві, як й інші рідкісні і тому особливо цінні природні зразки (горіхи велетенської пальми, яйця страуса тощо). 
В цьому предметі ювелір додатково грає з видовженою формою екзотичної для Західної Європи мушлі наутилуса, що викликала у нього асоціацію з тілом півня з пишним хвостом і надутими грудьми. Поверхня основи цієї оригінальної посудини оживлена рослинами і невеликими ящірками, які являють собою розфарбовані зліпки з природи зі срібла, тому предмет приписується майстерні Венцеля Ямнітцера у місті Нюрнберг, яка спеціалізувалася на зліпках предметів природи (le style rustique).